# Peperomia montium
Peperomia montium är en pepparväxtart som beskrevs av C. Dc.. Peperomia montium ingår i släktet peperomior, och familjen pepparväxter. Inga underarter finns listade i Catalogue of Life.